# Бокаж, Пьер
Пьер Бокаж (фр. Pierre Bocage, наст. имя Пьер-Мартиньен Тузе (фр. Pierre-Martinien Tousez); 11 ноября 1799, Руан — 30 августа 1863, Париж) — французский актёр.

## Жизнь и творчество
П. Бокаж происходил из бедной семьи рабочих. С детства вынужден был работать на ткацкой фабрике, чтобы прокормиться. Школы не посещал, грамоте научился по случаю. В то же время он уже в юности читает Шекспира и видит себя на сцене. Для воплощения своей мечты в жизнь отправился пешком из Руана в Париж и поступил в Парижскую консерваторию, однако ввиду безденежья вынужден был оставить обучение.
П. Бокаж играет роли в ряде парижских театров (напр. «Порт-Сен-Мартен») в пьесах Гюго, Дюма-отца, Пиа, Антье и других. Именно ему принадлежит авторство в появлении на французской сцене образа романтического героя — ироничного, одинокого, обречённого на гибель в борьбе с ограниченностью, эгоизмом и тиранией. Этот герой впервые появился в роли влюблённого Антони, сыгранной в одноимённой пьесе Дюма в 1831 году.
П. Бокаж был политически активным гражданином, участником французской революции 1848 года, что впоследствии отразилось на его театральной карьере. Будучи на посту директора театра «Одеон» (1845—1848), он не раз использовал спектакли для революционной пропаганды, за что был с этой должности уволен в связи с обвинением в ведении антиправительственной деятельности.